# Wielkie Sioło (sielsowiet Krupa)
Wielkie Sioło (biał. Вялікае Сяло, Wialikaje Siało; ros. Великое Село, Wielikoje Sieło) – wieś na Białorusi, w obwodzie grodzieńskim, w rejonie lidzkim, w sielsowiecie Krupa, przy drodze magistralnej M11.

## Historia
W XIX i w początkach XX w. położone było w Rosji, w guberni wileńskiej, w powiecie lidzkim, w gminie Żyrmuny. Należało do hr. Tyszkiewiczów.
W dwudziestoleciu międzywojennym leżało w Polsce, w województwie nowogródzkim, w powiecie lidzkim, w gminie Żyrmuny. W 1921 miejscowość liczyła 167 mieszkańców, zamieszkałych w 27 budynkach, wyłącznie Polaków wyznania rzymskokatolickiego.
Po II wojnie światowej w granicach Związku Sowieckiego. Od 1991 w niepodległej Białorusi.